# Sofiane Hanni
Sofiane Hanni (* 29. prosince 1990, Ivry-sur-Seine, Francie) je francouzsko-alžírský fotbalový záložník a reprezentant Alžírska, který působí od roku 2016 v klubu RSC Anderlecht.
Na klubové úrovni působil ve Francii, Turecku a Belgii.

## Klubová kariéra
- US Ivry (mládež)
- Athletic Club de Boulogne-Billancourt (mládež)
- FC Nantes (mládež)
- FC Nantes 2009–2011
- Kayseri Erciyesspor 2011–2013
- Ankaraspor 2013–2014
- KV Mechelen 2014–2016
- RSC Anderlecht 2016–

## Reprezentační kariéra
26. 3. 2016 byl poprvé povolán do reprezentačního A-mužstva Alžírska v kvalifikaci na APN 2017. V národním týmu „pouštních lišek“ (jak se alžírské fotbalové reprezentaci přezdívá) debutoval 2. května 2016 v utkání proti reprezentaci Seychel (výhra 2:0).